# Protectoraat
Een protectoraat  is een staat of territorium, of een deel van een staat, waarover een andere staat gedeeltelijk het gezag voert. Meestal wordt dit geformuleerd als bescherming (protectie) tegen agressieve staten. Doorgaans kan het protectoraat zijn buitenlandse ("externe") belangen niet voldoende zelf behartigen, of stelt een overheersende staat of heerser dat dit zo is. Het land dat het protectoraat vestigt eigent zich veelal bepaalde voordelen bij deze situatie toe, zoals exploitatierechten van bodemschatten, het exclusieve recht om er handel te drijven of er militaire steunpunten te vestigen. De binnenlandse zaken van het protectoraat worden veelal geregeld door plaatselijke bestuurders, het 'beschermende' of overheersende land controleert de buitenlandse zaken en betrekkingen.
Een protectoraat is niet hetzelfde als een kolonie, waarbij het koloniserende 'moederland' helemaal zelf bepaalt wat er gebeurt in de kolonie, en daar een eigen bestuursapparaat installeert met een gouverneur aan het hoofd. In het moederland valt het gebied dan bijvoorbeeld onder het ministerie van koloniën. Een protectoraat daarentegen behoudt zijn eigen bestuursdiensten, waarbij de regering wordt "geadviseerd" door een diplomaat van de beschermende macht, meestal resident genoemd. Deze valt in het beschermende land onder het ministerie van buitenlandse zaken.
Protectoraten kwamen veel voor in de jaren voor de Tweede Wereldoorlog en meestal werden ze door westerse landen ingesteld. Een voorbeeld van een protectoraat in Europa was het Protectoraat Bohemen en Moravië, de overgebleven kern van Tsjecho-Slowakije, dat in 1939 werd opgedeeld door nazi-Duitsland en bondgenoten.
Een voorbeeld van een protectoraat in Noord-Afrika was Frans-Marokko. Een protectoraat in het Zuiden van de Grote Oceaan was Tonga, van 1900 tot 1970 onder Britse vleugels.
Sinds de dekolonisatie resteerden steeds minder gebieden in de wereld waarover een ander land een protectoraat uitoefende.